# Lothar König
Lothar König (Stoccarda, 3 gennaio 1906 – Monaco di Baviera, 5 maggio 1946) è stato un presbitero e filosofo tedesco della Compagnia di Gesù.

## Biografia
Entrò nei gesuiti e si legò al gruppo giovanile Jugendbund Neudeutschland. Fu membro del Circolo di Kreisau. Sebbene multiconfessionale, l'opposizione del gruppo di Kreisau al regime di Hitler aveva un orientamento fortemente cristiano e cercava un risveglio della consapevolezza del trascendentale. La sua visione era radicata sia nella tradizione romantica e idealista tedesca, sia nella dottrina cattolica del diritto naturale. König diventerà un importante intermediario tra il circolo e i vescovi Conrad Gröber di Friburgo e von Preysing di Berlino.
Dopo il fallito attentato a Hitler del 20 luglio 1944, König fu inseguito dalla Gestapo e cercò rifugio in una carbonaia, dove visse nascosto fino alla fine della guerra. König morì poco dopo a causa degli effetti della clandestinità.

### I rapporti col Vaticano durante la guerra
Il 14 dicembre 1942 König scrisse al reverendo Robert Leiber, segretario privato di papa Pio XII e collegamento con la Resistenza, per informarlo che le sue fonti avevano confermato che circa 6.000 polacchi ed ebrei venivano uccisi ogni giorno nelle "fornaci delle SS" situate a un'area di quella che allora era la Polonia occupata dai tedeschi e che ora fa parte dell'Ucraina occidentale. Faceva riferimento anche ai campi di sterminio nazisti di Auschwitz e Dachau.